# Elburz
Elburz este un masiv muntos în nordul Iranului alcătuit din rocă sedimentară, inclusiv calcare și gresii, și este traversat de calea ferată transiraniană. Are o lungime de aproximativ 900 km și se întinde de-a lungul țărmului sudic al Mării Caspice, fiind separat de aceasta printr-o fâșie joasă și îngustă de coastă. El include vârful Demavend, cel mai înalt vârf muntos din Iran, cu o înălțime de 5.671 m. Pădurile din masivul Elbruz acoperă o suprafață de peste trei milioane de hectare. Tigrii hircanieni (Panthera tigris tigris), care trăiau în aceste munți, sunt acum foarte rari, dar încă există un număr mare de feline sălbatice, inclusiv leopardul și râsul. În Elburz există zăcăminte de petrol și de minereu de cupru.

## Note

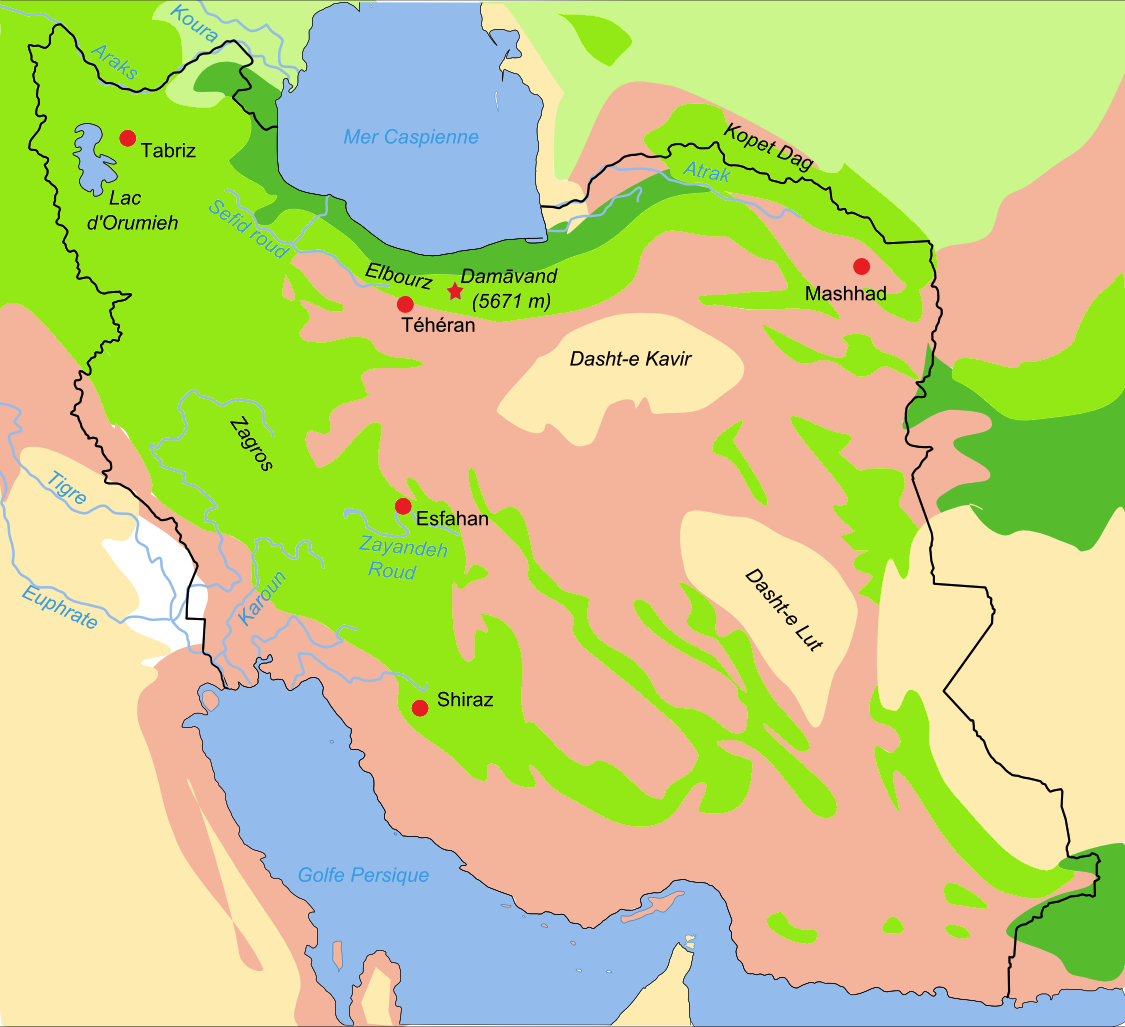
Harta
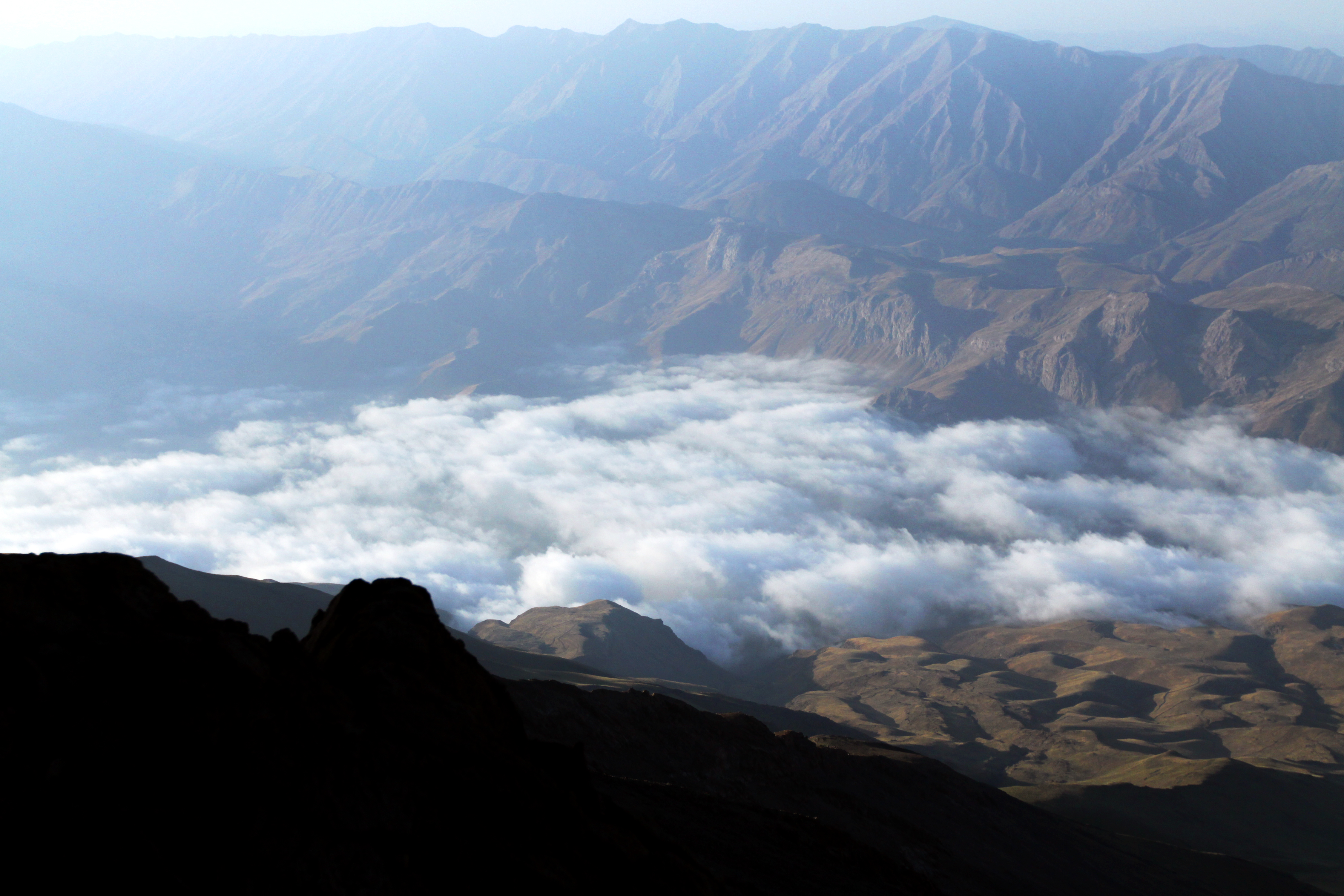
Vârful Demavend
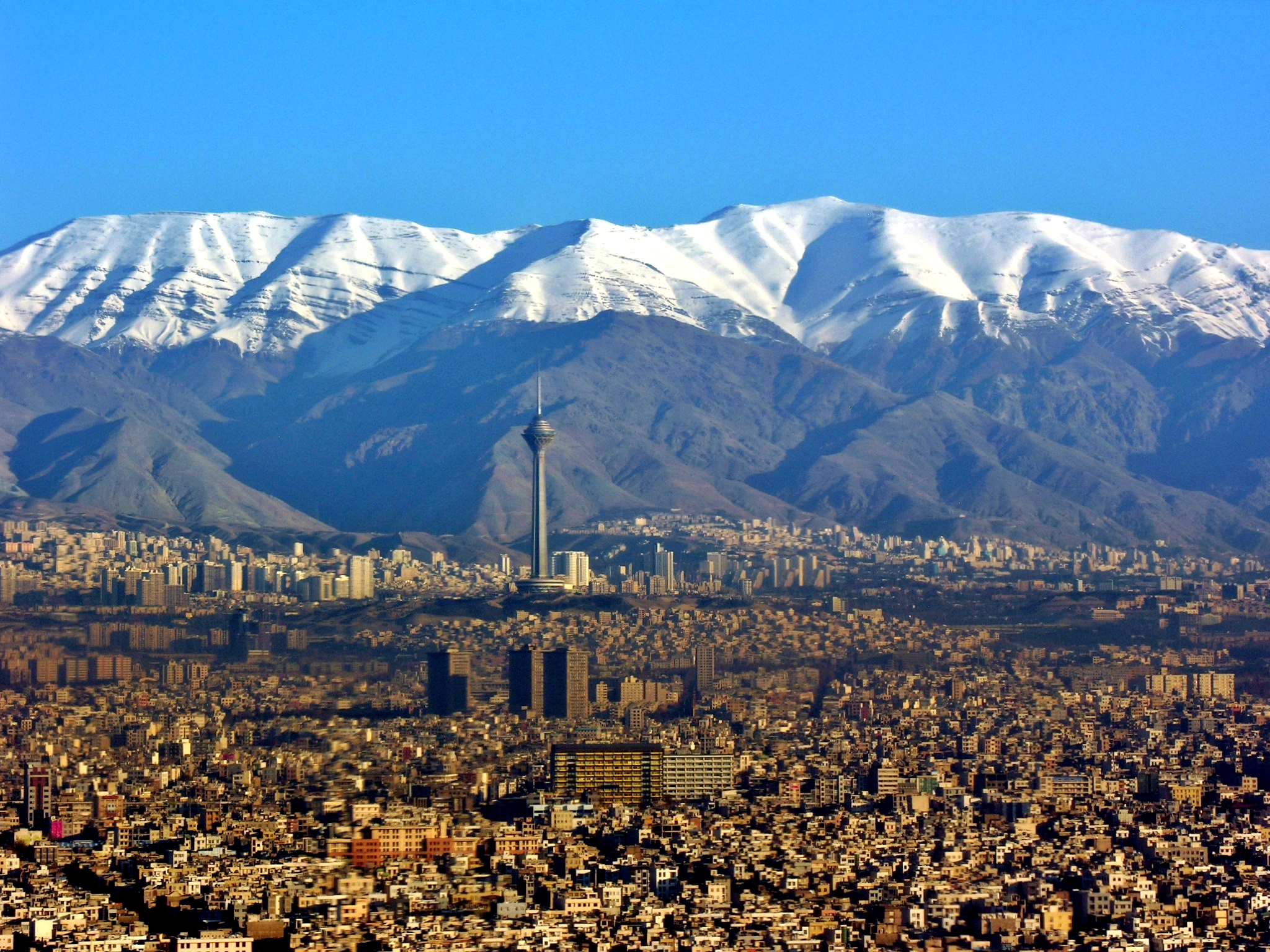
Munţii Elburz văzuți din Teheran
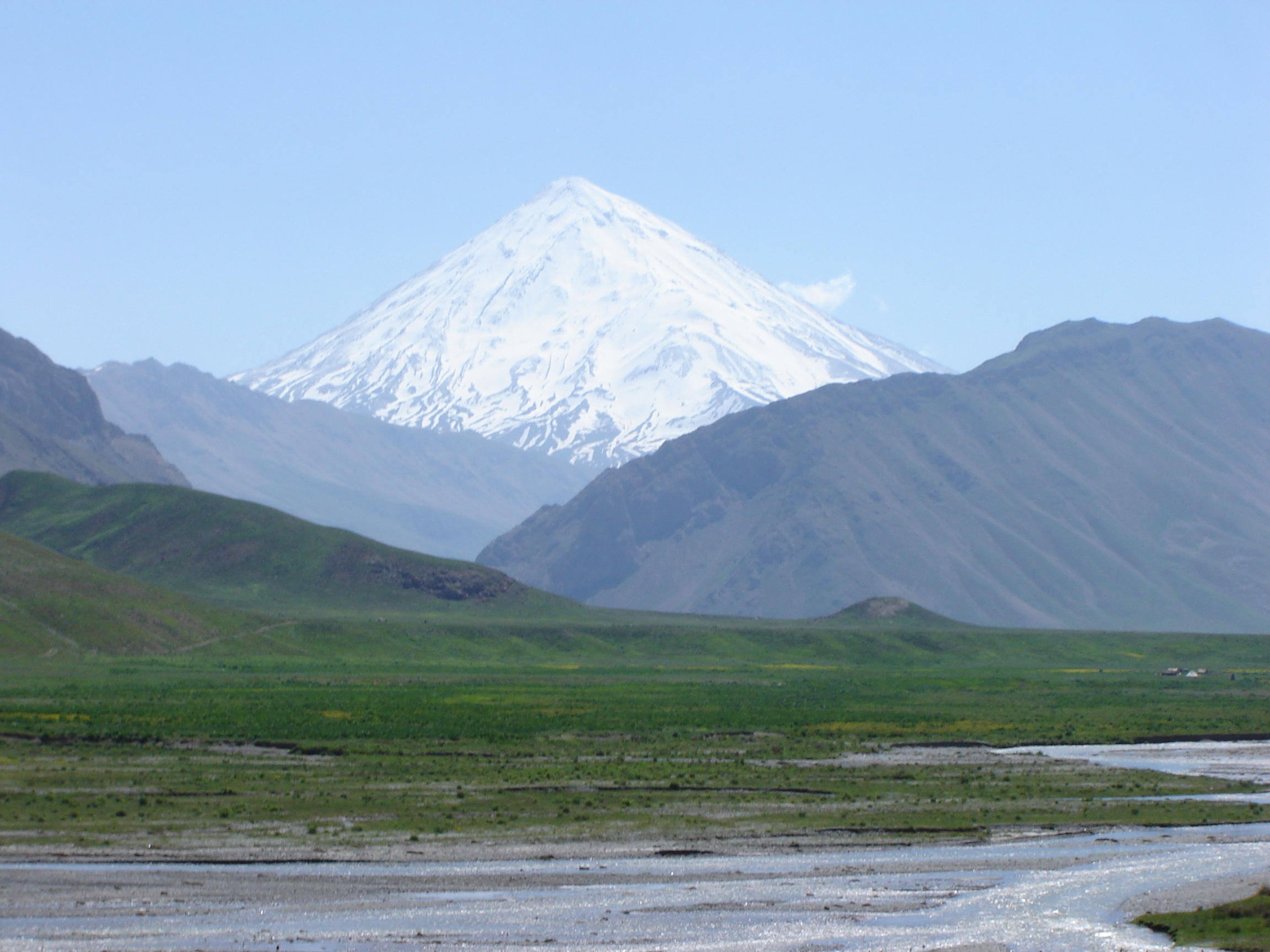
Vârful Demavend